# Comitato di Pest-Pilis-Solt-Kiskun
Il comitato di Pest-Pilis-Solt-Kiskun (in ungherese Pest-Pilis-Solt-Kiskun vármegye, in  latino Comitatus Pestiensis et Pilisiensis et Soltensis et Cumania Minor) è stato un antico comitato del Regno d'Ungheria, situato nell'attuale Ungheria centrale. Capoluogo del comitato, il più esteso del regno, era Budapest.
Il comitato di Pest-Pilis-Solt-Kiskun confinava con gli altri comitati di Hont, Nógrád, Heves, Jász-Nagykun-Szolnok, Csongrád, Bács-Bodrog, Baranya, Tolna, Albareale, Komárom ed Esztergom. Geograficamente era delimitato a ovest dal Danubio e a est dal Tibisco; comprendeva le città di Budapest, Vác e Kecskemét.
Il nome del comitato conteneva riferimenti all'antico comitato di Pilis (l'unica parte del comitato sulla riva destra del Danubio), a quello di Pest (che prendeva il nome dalla città omonima, oggi parte di Budapest) e alla regione della Piccola Cumania (Kiskun), che si stende nelle praterie del bassopiano pannonico.

## Storia
I comitati di Pest e Pilis, costituiti nel secolo XI rispettivamente sulla riva destra e sinistra del Danubio, vennero poi uniti a formare il centro politico, culturale ed economico dell'Ungheria. La regione di Solt venne poi staccata dal comitato di Fejér e fusa col comitato di Pest-Pilis a formare quello di Pest-Pilis-Solt (XVII secolo); ad essi si aggiunse la Piccola Cumania (1876).
Il comitato rimase sostanzialmente intatto in seguito al Trattato del Trianon, mantenendo la sua estensione per tutta la durata del periodo interbellico e anche in seguito alla proclamazione della Repubblica Popolare d'Ungheria (1949). Per effetto delle riforme amministrative del 1950, il comitato fu smembrato; il suo territorio corrisponde oggi alla contea di Pest e alla parte nord di quella di Bács-Kiskun.